# Powiat Kitatsugaru
Powiat Kitatsugaru (jap. 北津軽郡 Kitatsugaru-gun) – powiat w Japonii, w prefekturze Aomori. W 2024 roku liczył 32 040 mieszkańców.

## Miejscowości
- Itayanagi
- Nakadomari
- Tsuruta